# Debreceni Vízilabda Sport Egyesület
Il Debreceni VSE è una società di pallanuoto ungherese, con sede nella città di Debrecen, che gioca in OB I, il massimo livello del campionato ungherese, uno dei principali al mondo.
Il club fu fondato nel 2006 e i colori sociali sono il rosso e il bianco. Ha iniziato la sua avventura nel 2007, in terza divisione, conquistando la prima promozione nel 2010. Tuttavia, quell'anno, il club godette di una doppia promozione grazie all'invito della federazione nazionale, che per la stagione 2010-11 aveva stabilito l'allargamento del numero di partecipanti in OB I.

## Rosa 2019-2020
| N° |                     | Ruolo | Giocatore           |
| -- | ------------------- | ----- | ------------------- |
|    | Ungheria (bandiera) |       | Árpád Babay         |
|    | Ungheria (bandiera) |       | Bence Gergely       |
|    | Ungheria (bandiera) |       | Márton Halek        |
|    | Ungheria (bandiera) |       | Bence Tamás Hangrád |
|    | Ungheria (bandiera) |       | Gergely Hoppál      |
|    | Ungheria (bandiera) |       | Attila Kincses      |
|    | Ungheria (bandiera) |       | Tamás Kuncz         |
|    | Ungheria (bandiera) |       | Márton Lévay        |
|    | Ungheria (bandiera) |       | Tóbiás Módy         |
|    | Ungheria (bandiera) |       | Márton Molnár       |

| N° |                     | Ruolo | Giocatore            |
| -- | ------------------- | ----- | -------------------- |
|    | Ungheria (bandiera) |       | Máté Müller          |
|    | Ungheria (bandiera) |       | Tamás Orosz          |
|    | Ungheria (bandiera) |       | Gergely Pataki       |
|    | Ungheria (bandiera) |       | Márton András Patócs |
|    | Ungheria (bandiera) |       | Bence Rózsa          |
|    | Ungheria (bandiera) |       | Gergő Smitula        |
|    | Ungheria (bandiera) |       | Máté Süveges         |
|    | Ungheria (bandiera) |       | Mátyás Szabó         |
|    | Ungheria (bandiera) |       | Péter Szarvas        |
|    | Ungheria (bandiera) |       | Szabolcs Szőke       |